# Macy’s Thanksgiving Day Parade
Die Macy’s Thanksgiving Day Parade ist eine jährlich in New York City stattfindende, traditionsreiche Festtagsparade zu Thanksgiving. Die vom Kaufhaus Macy’s durchgeführte Veranstaltung zieht 250.000 Zuschauer an und wird im Fernsehen gezeigt.

## Geschichte

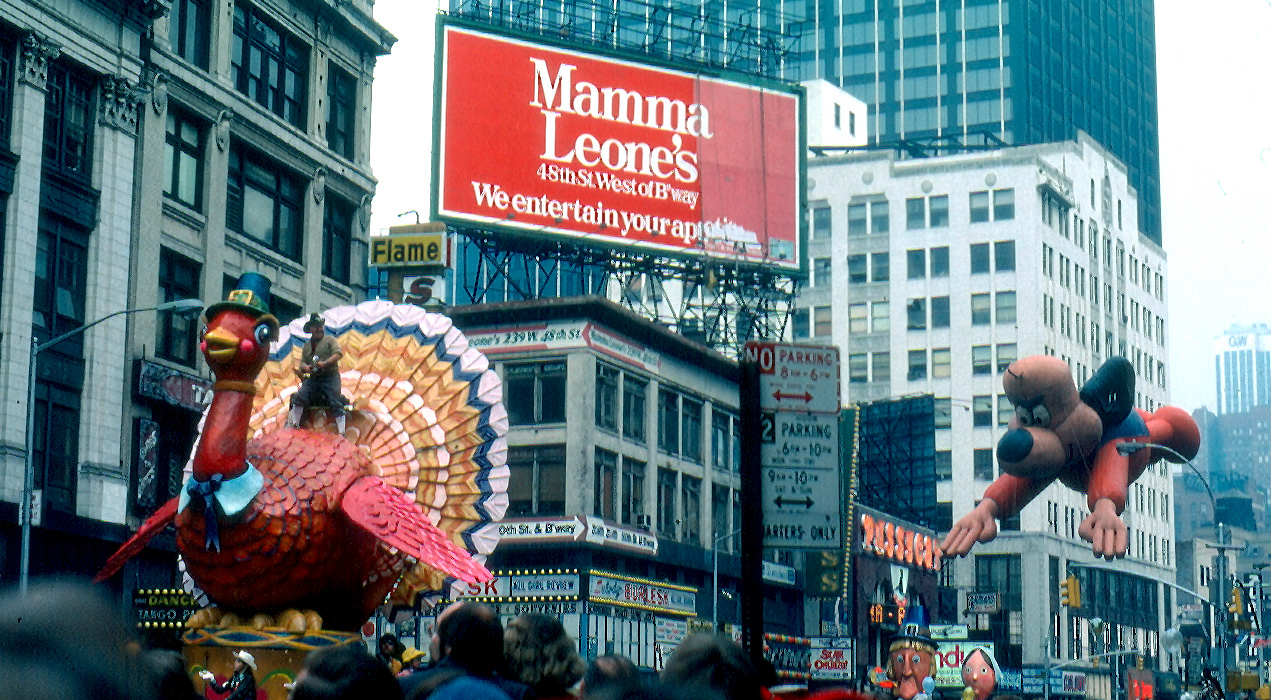
Macy’s Thanksgiving Day Parade 1979

Die Parade wurde an Thanksgiving 1924 unter dem Namen Macy’s Christmas Day Parade erstmals veranstaltet, erhielt aber bereits im folgenden Jahr den aktuellen Namen. In den ersten Jahren nahmen noch lebende Tiere teil, ab 1927 wurden diese durch Ballonfiguren der Goodyear Tire & Rubber Company ersetzt. Wegen des Zweiten Weltkriegs fiel die Parade während der Jahre 1942 bis 1944 aus. Nachdem die Parade 1947 in dem Hollywood-Film Das Wunder von Manhattan verewigt worden war, begann NBC im folgenden Jahr mit der jährlichen Übertragung der Veranstaltung im Fernsehen.

## Wegstrecke
Anfangs startete die Parade an der Ecke der 145th Street und der Convent Avenue und führte zur 34th Street am Herald Square. Mit der Wiederaufnahme der Parade nach der Weltkriegspause wurde eine neue Streckenführung festgelegt. Seither ist die Ecke der 77th Street mit der Central Park West Startpunkt der Parade. Nachdem es südlich entlang des Central Parks geht, biegt die Parade am Columbus Circle in den Broadway ab. Über den Times Square und vorbei am Macy’s-Gebäude verläuft die Strecke bis zur 34th Street, wo die Strecke in Richtung 7th Avenue abbiegt. Dort endet die Parade.

## In der Popkultur
- Der Film Das Wunder von Manhattan (1947), sowie die meisten Neuverfilmungen desselben, beginnen mit der Parade.
- In einer Episode der Fernsehserie Seinfeld gewinnt Elaine für ihren Chef einen Platz an der Wegstrecke der Parade, um den Woody Woodpecker Ballon zu halten.
- Die erste Thanksgiving-Episode der Fernsehserie Friends dreht sich um die versehentliche Freigabe des (zu dieser Zeit ungenutzten) "Underdog" Ballons.
- "Macy's Day Parade" ist der Titel eines Songs der Punk-Rock-Band Green Day.
- Auf dem 2007 erschienenen Album "Emerald City" dient die Parade dem Sänger und Songschreiber John Vanderslice in dem Song "The Parade" für Reflexionen über die Ereignisse des 11. September.
- 2008 wurde in den USA während des Super Bowl XLII eine Coca-Cola-Werbung ausgestrahlt, deren Handlung zwei Ballons der Parade beinhaltete, die einen Ballon in der Form einer Colaflasche durch New York jagen.

## Bilder

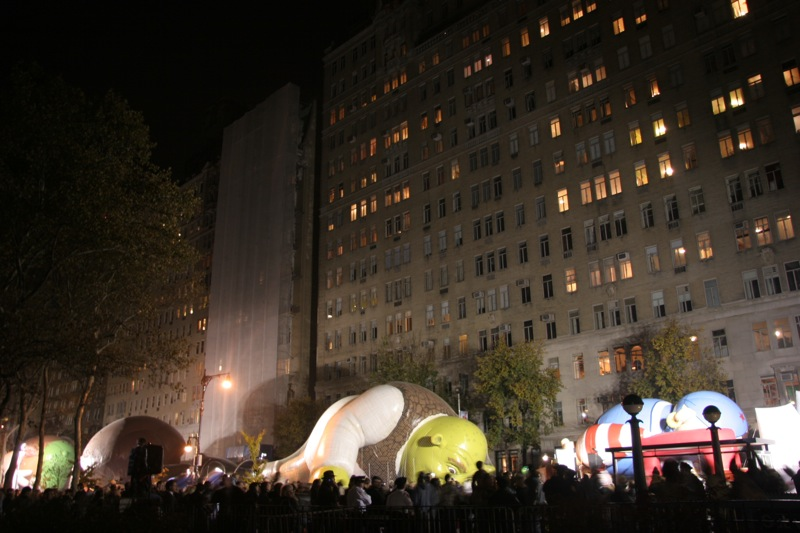
Nächtliches Aufpumpen von Shrek und anderen Figuren (2007)
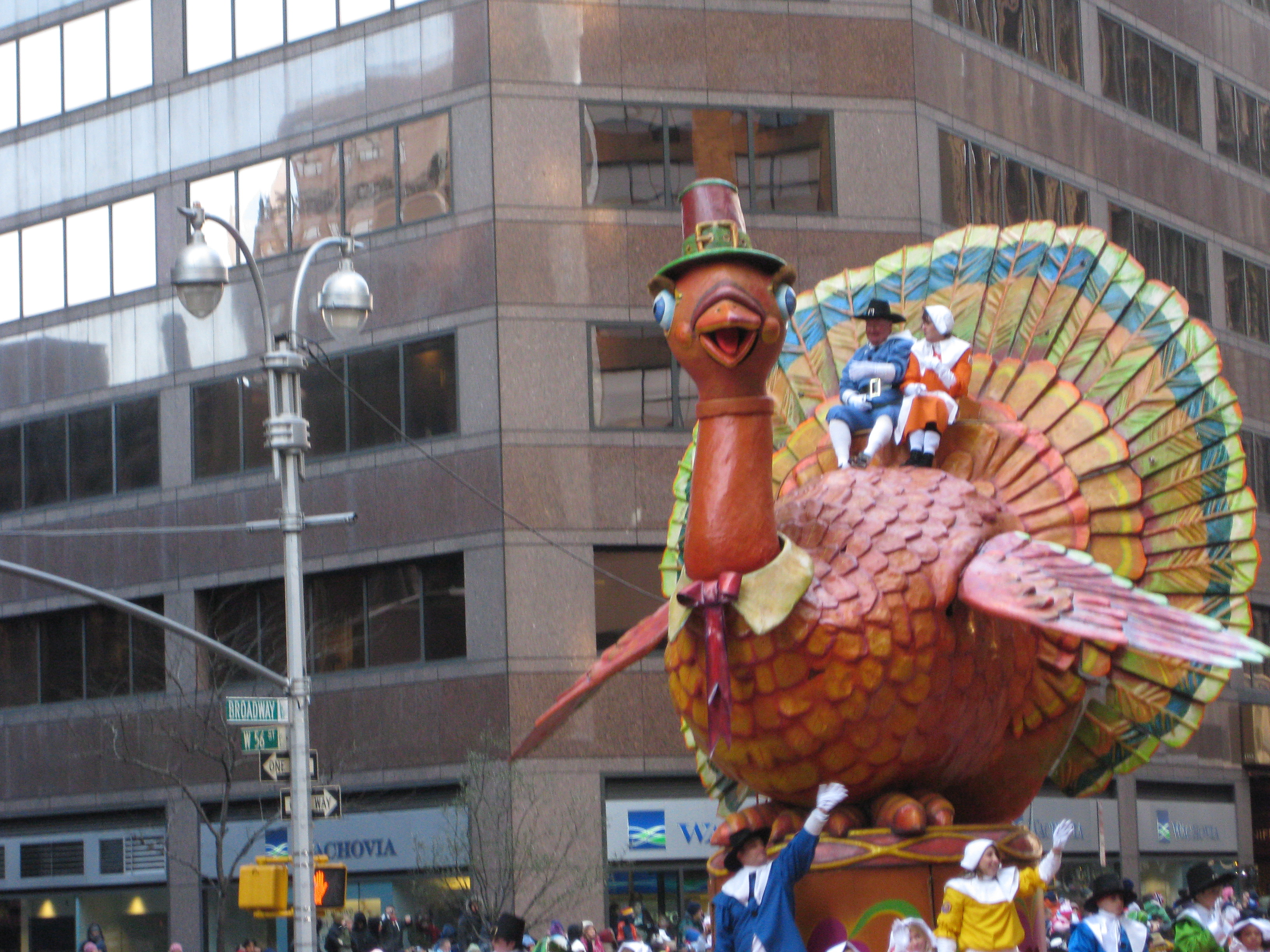
Der Thanksgiving-Truthahn (2008)
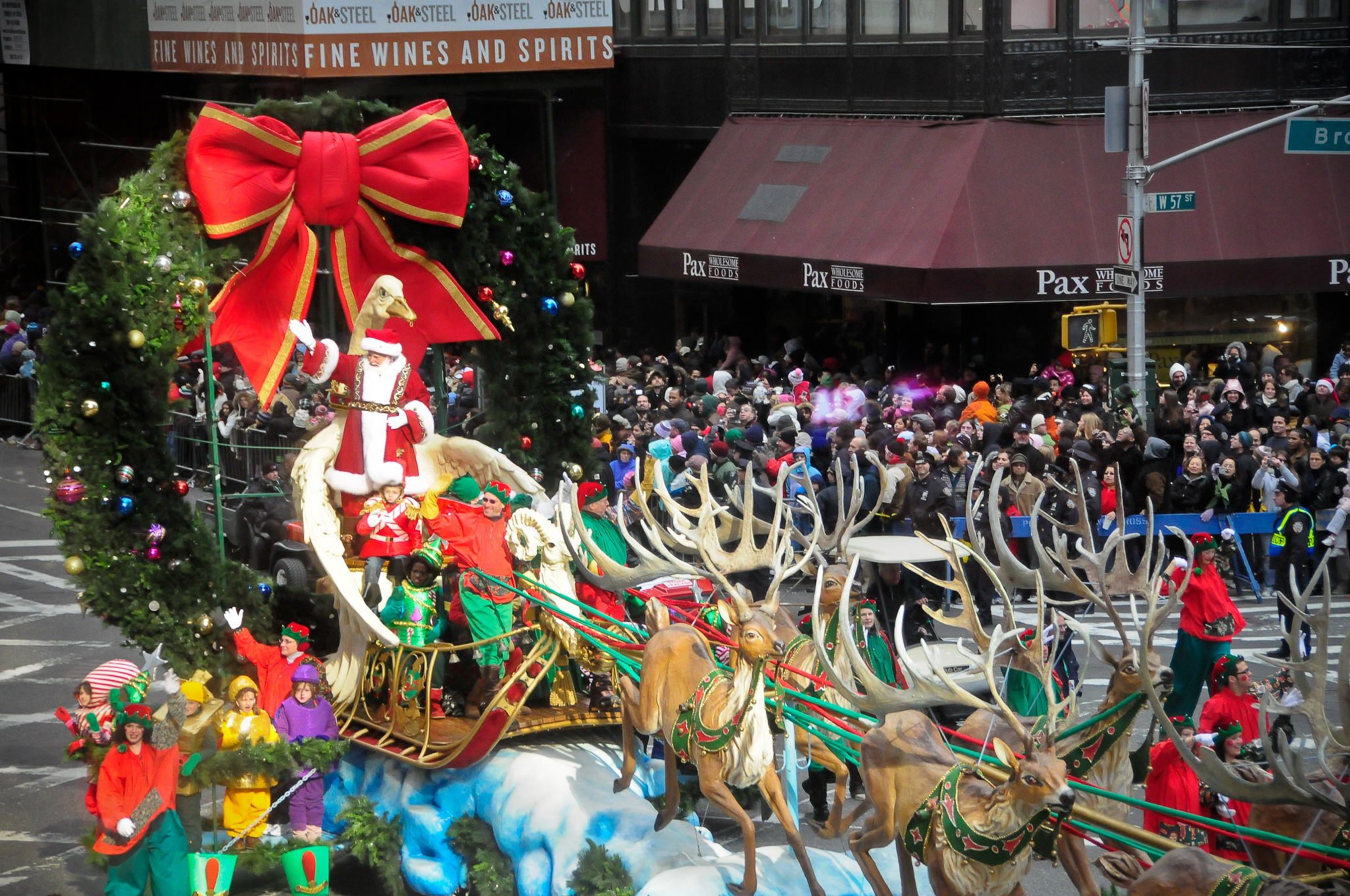
Der Santa-Claus-Wagen (2008)
- Zeitraffer-Video, New York 2012.